# Bengle (Wonosegoro)
Bengle is een bestuurslaag in het regentschap Boyolali van de provincie Midden-Java, Indonesië. Bengle telt 3608 inwoners (volkstelling 2010).